# چسواف پتلسکی
چسواف پتلسکی (لهستانی: Czesław Petelski؛ ‎/ˈtʃɛswɑːf/‎؛ ۵ نوامبر ۱۹۲۲ – ۱۹ سپتامبر ۱۹۹۶) کارگردان فیلم، فیلم‌نامه‌نویس اهل لهستان بود.
از فیلم‌ها یا مجموعه‌های تلویزیونی که وی در آن‌ها نقش داشته است، می‌توان به کوپرنیک، بال‌های سیاه و سه داستان اشاره نمود.